# Mala Klețka, Koreț
Mala Klețka (în ucraineană Мала Клецька) este un sat în comuna Velîka Klețka din raionul Koreț, regiunea Rivne, Ucraina.

## Demografie
Componența lingvistică a localității Mala Klețka
     Ucraineană (100%)
Conform recensământului din 2001, toată populația localității Mala Klețka era vorbitoare de ucraineană (100%).